# Szetlandy Południowe
Szetlandy Południowe – archipelag położony na Oceanie Południowym 120 km od wybrzeży Antarktydy. Rozciąga się równolegle do Półwyspu Antarktycznego, od którego te wyspy dzieli Cieśnina Bransfielda.
Archipelag liczy 11 większych wysp i kilka mniejszych o łącznej powierzchni 3687 km² (61°00'-63°37' S, 53°83'-62°83' W). Największą z nich jest Wyspa Króla Jerzego, na której znajdują się stacje badawcze 9 krajów, w tym Polska Stacja Antarktyczna im. Henryka Arctowskiego. 80-90% powierzchni wysp jest stale pokryta lodem. Najwyższym szczytem archipelagu jest wysoki na 2300 m n.p.m. Mount Irving na Clarence Island.

## Geografia

### Budowa geologiczna i rzeźba
Na Szetlandy składają się skaliste wyspy pochodzenia wulkanicznego. Wyspy są przeważnie wyżynno-górzyste, gdzie średnie wysokości wynoszą 500–1000 m n.p.m. Obszar Szetlandów Południowych zbudowany jest głównie z utworów magmowych. Wyspy mają urozmaiconą linię brzegową, gdzie występuje szereg głęboko wciętych zatok. Wybrzeże jest skaliste, głównie fiordowe i miejscami klifowe. Liczne są odcinki pokryte lodem. Wyspy Szetlandów ciągną się na długości 540 km.

### Klimat[1]
Szetlandy Południowe leżą w najbardziej burzliwej strefie półkuli południowej, na szlaku cyklonów rodzących się u wybrzeży Antarktydy i wędrujących z zachodu na wschód. W związku z tym archipelag ma pogodę bardzo zmienną, a ciśnienie, wiatry i temperatury ulegają gwałtownym zmianom. W ciągu roku bywa tu zaledwie kilka dni całkowicie bezchmurnych i do 10 dni z zachmurzeniem małym. Bardzo wysokie są opady, np. na Wyspie Króla Jerzego w ciągu miesiąca bywają tylko 2-3 dni bez opadów. Wilgotność względna powietrza utrzymuje się w granicach 80-90%. Wiatry wieją w większości z południowego zachodu, a ich średnia roczna prędkość wynosi 6,1 m/s. Maksymalne prędkości sięgają do 26 m/s, a w porywach nawet do 46 m/s. Średnia roczna temperatura powietrza na Szetlandach Południowych wynosi - 2,4 °C. Dodatnie temperatury panują jedynie od grudnia do marca. Najcieplejszym miesiącem jest styczeń (średnio 1,1 °C), a najzimniejszym - sierpień (-6,2 °C). W sierpniu też wiatry są najsilniejsze (średnio 9 m/s), ciśnienie najniższe, a wilgotność największa (średnio 92%), więc jest to tu miesiąc o najgorszych warunkach pogodowych.

### Fauna i flora
Roślinność Szetlandów Południowych jest nadzwyczaj uboga. Występują tu dwa gatunki roślin naczyniowych: śmiałek antarktyczny i kolobant antarktyczny, obserwowana jest też zawleczona przez człowieka wiechlina roczna. Prócz tego dość liczne są mchy i porosty, które miejscami tworzą dość gęste darnie.
Uboga jest również fauna. Ze ssaków żyją tu słonie morskie południowe, weddelki arktyczne i foki krabojady. Spośród pingwinów występują: pingwin antarktyczny, pingwin białobrewy (pingwin gentu) i pingwin Adeli. Na niedostępnych skałach gnieździ się drapieżny wydrzyk wielki (skua). Szetlandy Południowe zasiedla 28 gatunków roztoczy (13 z rzędu Prostigmata, 12 gatunków mechowców, 2 z rzędu Mesostigmata i 1 z rzędu Astigmata oraz nieliczne gatunki owadów bezskrzydłych. W licznych jeziorach występują nicienie, wrotki, a ze stawonogów - widłonogi i nieliczne owady dwuskrzydłe.